# Іжорська земля
Справжня стаття — про східну частину Інгерманландії, яку називають рядом джерел Іжорської землею. Про Інгерманландію загалом читайте статтю Інгерманландія.

Іжорська земля у X—XIII ст.

Іжорська земля у XIV—XV ст.

Іжорська земля (Іжора, Інгрія, Інгерманландія) — історична назва території, населеної народом іжора в XII — XVIII століттях. Отримала назву за народом іжора, який заселяв територію з І тис. н. е.. Під Іжорською землею також може матися на увазі східна частина Інгерманландії.

## Географія
Археологи та історики чітко поділяють Іжорську та Водську землі, що згадувалися ще в середньовічних джерелах.
Іжорська земля була східною частиною Інгерманландії, західна частина називалася — Вотська земля. На відміну від Водської землі Іжорська знаходилася поза зоною ареалу давньоруської курганної культури.
Розташовувалася по обидва береги Неви та південно-західного Приладожжя. Точних описів кордонів чи картографічних згадок сучасників немає.
На думку сучасних дослідників територія Іжорської землі була обмежена:
- на заході — Водською землею по річках Стрілка та Оредіж
- на півночі — Корельською землею по річці Сестра та Лемболовським висотам
- на сході — Лопською землею по річці Назія
- на півдні — Новгородської землею.

Причому деякі історики звужують її межі ще більше:
Іжорська земля охоплювала лише південно-східний кут південного узбережжя Фінської затоки, від гирла Неви до гирла річки Стрілки (на території сучасного м. Стрільна), далі на захід йшло узбережжя Водської землі.
— І. П. Шаскольський
Нині на території Ленінградської області.

## Етимологія
- за етимологічним словником М. Фасмера, Іжора це «річка на південь від Фінської затоки, Іжорська земля — місцевість по цій річці … (часто з 1617 по 1702 р.). )», і найбільш аргументованою в ньому є думка А. Шегрена, що ця назва походить від імені дружини Ярослава Мудрого Інгігерди[14]
- на думку історика А. Шаримова Іоакимівський літопис говорить про те, що топонім «Іжора» («Іжара») існував і до Інгігерди Шведської, і до Ігоря Рюриковича: «коли та родила сина Інгора, дасть їй знечалений при морі град з Іжарою у вено» і походить від карельського «інкері маа», що означає «прекрасна земля»[15]
- деякі сучасні дослідники виводять топонім Іжора з фінського yysyrjainen (грубий, непривітний)[16]

## Історія
Існує версія, за якою Іжорська земля входила до складу Ладозької землі ще наприкінці X століття
Але у писемних джерелах термін Інгрія (у значенні Іжорська земля) вперше згадується лише на початку XII століття (1164—1181 рр.), у буллах римського папи Олександра III.
З 1228 року Іжорська земля перебувала у володінні Новгородської республіки.
У 1476 році територія Іжорської землі була приєднана до Великого князівства Московського.
Іжорська земля поряд з Вотською землею протягом століть була прикордонною областю, спочатку Новгородської держави, а потім Великого князівства Московського і Московського царства зі Швецією. У зв'язку з цим її полях багато разів розгорталися спустошливі військові дії.
У період після Лівонської війни, з 1581 по 1590 рік, західна частина іжорських земель перебувала у складі Швеції.
Після Плюсського перемир'я, в 1590 році Московська держава почала нову війну з метою повернення втрачених земель. Війна закінчилася в 1595 підписанням Тявзинського договору, за яким Іжорська земля була повернута до складу Московського царства.
Даний договір не був ратифікований московською стороною до укладання в 1609 у Виборзі нової угоди зі Швецією, так званого Виборзького трактату, про надання Швецією військової допомоги уряду Василя Шуйського.
У 1610 — 1613 роках шведський допоміжний корпус під командуванням Я. П. Делагарді, під приводом невиконання московських умов договору захопив ряд північних московських територій. Так Іжорська земля знову опинилася під владою Швеції, що було закріплено Столбовським мирним договором 1617 року.
У 1702 році, під час Північної війни, територія Іжорської землі була повернута до складу Московії, в 1703 році до складу створеної Петром I Інгерманландської землі, а в 1708 до складу Інгерманландської губернії, в 1710 перетвореної в Санкт-Петербурзьку губернію.
У 1707 році сподвижник Петра I, Олександр Меншиков отримав титул Найсвітлішого герцога Іжорської землі, ставши єдиним шляхтичем, що мав подібний титул.